# Myrmarachne bakeri
Myrmarachne bakeri là một loài nhện trong họ Salticidae.
Loài này thuộc chi Myrmarachne. Myrmarachne bakeri được Richard C. Banks miêu tả năm 1930.